# Ardon, Ryssland

Ardon (ryska Ардо́н) är en stad i centrala Nordossetien, Ryssland. Invånarantalet uppgick till 19 453 i början av 2015. Ardon grundades år 1824 och fick stadsrättigheter 1964. Stadens huvudsakliga näringar är industriproduktion och jordbruk.